# 相川行雄
相川 行雄（あいかわ ゆきお、1909年〈明治42年〉4月11日 - 没年不明）は、麹町学園理事長。父は七代相川文五郎。妻は麹町学園校長大築佛郎の次女。

## 人物
神奈川県出身。相川文五郎の六男。父・文五郎は久良岐郡六浦荘村（現横浜市）で農業を営む資産家である。1933年、慶應義塾高等部卒業。相川山林事務所の山林部長の職についた。農、山林業を営んだ。山林業役員、日本林業経営者協会理事等を歴任。1977年、麹町学園理事長。